# گزگسک
گزگسک، روستایی است از توابع بخش مرکزی و در شهرستان پیرانشهر استان آذربایجان غربی ایران.

## مردم‌شناسی‌

### جمعیت
این روستا در دهستان منگور غربی قرار داشته و بر اساس سرشماری سال ۱۳۸۵ جمعیت آن ۹۶ نفر (۱۶ خانوار)
بوده‌است.